# Marina Gonçalves
Marina Gonçalves est une femme politique portugaise.

## Biographie
Marina Gonçalves est née à Caminha en 1988. Elle est diplômée de la faculté de droit de l’Université de Porto.
En 2018-2019, elle a été chef de cabinet, d’abord au cabinet du secrétaire d’État aux Affaires parlementaires, puis au cabinet du ministre de l’Infrastructure et du Logement. Elle était la plus jeune ministre de l'histoire de la politique du Portugal.